# Орловские губернские ведомости
«Орло́вские губе́рнские ве́домости» («ОГВ») — официальное издание губернского правления Орловской губернии, издававшееся с 1839 до 1918 года.

## История
«Орловские губернские ведомости» — официальное издание, которое начало выходить в Орле с 1839 года, как и в большинстве других губернских городах. Содержание газеты регламентировалось правительственным положением от 1837 года. «ОГВ» делились (как такие же издания и в других губерниях) на две части: официальную (постановления, распоряжения, указы и предписания губернского начальства, публикации общегосударственных и губернских распоряжений) и неофициальную, в которой говорилось о событиях в мире, информация с фронта, чрезвычайных происшествиях в губернии, о ценах на товары и продукты, о курсе на золото и серебро, о сельском хозяйстве, домоводстве, об урожае в губернии, сводки о погоде, о ярмарках, о продаже или покупке недвижимого и движимого имущества, о событиях светской жизни и другие различные новости. Газета выходила сначала один раз в неделю, а затем с 1871 года два раза в неделю. Тираж газеты в разное время колебался от 500 до 2-х тысяч экземпляров. В первом номере газеты было сообщено об открытии в Орле выставки — предшественницы Орловского краеведческого музея. В «ОГВ» печатались также материалы по историко — религиозной тематике (до учреждения издания «Орловских епархиальных ведомостей»). Вскоре после революционных событий 1917 года газета была закрыта.